# فلیسیتی اسموک (ارو ورس)
فلیسیتی اسموک، که همچنین با نام رمزی اش او اُورواچ شناخته می‌شود، یک شخصیت خیالی در فرنچایز ارو ورس سی دابلیو است. این شخصیت برای اولین بار در سال ۲۰۱۲ در اولین فصل از مجموعه تلویزیونی ارو که بر اساس شخصیت دی سی کامیکس شخصیت گرین ارو ساخته شده‌است، ظاهر شد. این سریال داستان الیور کوئین میلیاردر را دنبال می‌کند که پس از پنج سال ظاهراً در یک جزیره دورافتاده اقیانوس آرام به خانه برمی گردد و در تلاش برای نجات شهر خود به یک مأمور خودخوانده تبدیل می‌شود. فلیسیتی بر اساس شخصیت کمیکی به همین نام ساخته شده‌است که توسط گری کانوی و رافائل کیانان ساخته شده‌است و توسط گرگ برلانتی، مارک گوگنهایم و اندرو کریزبرگ برای تلویزیون اقتباس شده‌است. فلیسیتی بین سالهای ۲۰۱۲ تا ۲۰۲۰ توسط بازیگر کانادایی، امیلی بت ریکاردز به تصویر کشیده شد. در ابتدا به عنوان ستاره مهمان یک قسمت در فصل اول ارو ظاهر شد، او در همان فصل به عنوان یک شخصیت دوره ای بازگشت، و از فصل دو به‌طور مداوم در سریال حضور یافت. حضور مداوم ریکاردز در فصل هفت پایان یافت، اما برنامه‌ریزی شده‌است که به عنوان بازیگر مهمان برای آخرین قسمت فصل هشتم و نهایی ارو حضور داشته باشد. او همچنین در نمایش‌های اسپین آف فلش، افسانه‌های فردا و سریال اینترنتی ویکسن و همچنین در سوپرگرل بازی کرده‌است. این شخصیت در بازی ویدیویی لگو بتمن ۳: ماورای گاتهام به عنوان بخشی از محتوای قابل دانلود پکیج ارو ظاهر می‌شود. و یکی از شخصیت‌های اصلی رمان‌ها و کمیک‌های مربوط به ارو و فلش است.
فلیسیتی به عنوان فردی با داشتن هوشی در سطح یک نابغه، با یک تفسیر نامناسب، معرفی شد و در قسمت سوم فصل اول ارو به عنوان کارمند کوئین متحد، در بخش آی تی مشغول به کار شد. او به پدرخوانده / مدیرعامل شرکت والتر استیل، به اولیور کوئین توصیه می‌کند که در زمینه فناوری اطلاعات به او کمک کند. او بعداً در جنگ صلیبی خود به الیور پیوست و در کنار جان دیگل به یکی از اعضای مؤسس «تیم ارو» تبدیل شد و در ادامه رمز «اوررواچ» را برای خود انتخاب می‌کند. او مدیرعامل شرکت پالمر تکنولوژی شد و متعاقباً شرکت خود، تکنولوژی اسموک را تأسیس کرد. رابطه او با الیور به صورت عاشقانه درآمده و منجر به ازدواج آنها و مادرخوانده شدن برای فرزند وی، ویلیام، و بعداً مادر شدن با دخترشان میا می‌شود.
فلیسیتی که اغلب به عنوان بازنمایی مثبت زنان در اس تی ای ام استناد قرار می‌گیرد، به عنوان شخصیت «هوادار مورد علاقه» یا «برک آوت» ارو توصیف شده‌است و با تحسین‌های خاص از عملکرد ریکاردز، یک واکنش کلی مثبت از منتقدین دریافت کرده‌است. منتقدین او را به عنوان بخش مهمی از موفقیت ارو ' توصیف کردند، گرچه بعضی اوقات ابراز نگرانی می‌کردند که شخصیت او در این سریال بیش از حد برجسته می‌شود. در سال ۲۰۱۶ در نظرسنجی از متخصصان هالیوود که توسط هالیوود ریپورتر انجام شده بود، وی در لیست «۵۰ شخصیت زن مورد علاقه» به شماره پانزده رای دادند.